# Viaje de fin de curso: Mallorca
Viaje de fin de curso: Mallorca es una película española de comedia de 2025, dirigida por Paco Caballero y escrita por Eric Navarro y Natalia Durán. Está protagonizada por Yolanda Ramos. Tiene previsto su estreno en Prime Video para el 30 de mayo de 2025.

## Trama
En 2021, tras el confinamiento por la pandemia del coronavirus, una clase de bachillerato, formada por un grupo de estudiantes y sus dos profesoras, organizan un viaje de fin de curso a Mallorca. Sin embargo, un nuevo brote de coronavirus impide al grupo poder salir del hotel.

## Reparto
- Yolanda Ramos
- Berta Castañé como Gala[3]
- Sara Vidorreta como Nicky[3]
- Claudia Roset como Sam[3]
- Nadia Vilaplana como Rebecca[3]
- Diego Garisa como Mario[3]
- Benja Botía
- Aiden Botía
- Martí Cordero

## Producción
El 15 de febrero de 2024, Prime Video anunció que el rodaje de su próxima película original, Viaje de fin de curso, había comenzado y estaba siendo producido por Zeta Studios. Paco Caballero fue confirmado como el director, mientras que Eric Navarro y Natalia Durán fueron confirmados como los guionistas. Yolanda Ramos, Berta Castañé, Sara Vidorreta, Claudia Roset, Nadia Vilaplana, Diego Garisa, Martí Cordero, Benja Botía y Aiden Botía fueron anunciados como los actores protagonistas de la película. El concepto de la película está inspirado en un viaje de estudios real a Mallorca, cuando el Govern ordenó el confinamiento de los más de 200 estudiantes participantes dentro del hotel en el que se hospedaban por ser contactos estrechos, resultando en las fugas de tres de ellos a sus ciudades de origen.
A principios de mayo de 2025, se anunció que el título de la película había sido extendido de Viaje de fin de curso a Viaje de fin de curso: Mallorca.

## Lanzamiento y marketing
El 1 de mayo de 2025, Prime Video programó el estreno de Viaje de fin de curso: Mallorca para el 30 de mayo de 2025. El 21 de mayo de 2025, el tráiler de la película fue lanzado.